# 亞眠戰役 (1918年)
亞眠戰役（法語：Bataille d'Amiens）發生於1918年8月8日，是百日攻勢的第一場戰役，是繼第四次香檳戰役和蘇瓦松戰役後，協約國對德軍的進攻。
盟軍在第一天前進了11公里，奠定了聯軍在皮卡第地區的攻勢。亞眠戰役是涉及坦克的重大戰役之一。

## 註腳
1. 1 2  McCluskey 2008，第25-26頁.
2. ↑  McCluskey 2008，第24-25頁.
3. 1 2 3 4  Clodfelter 2017，第405頁.
4. 1 2 3  Fuller 1954，第295頁.